# (1660) Wood
(1660) Wood és un asteroide que forma part del cinturó d'asteroides i va ser descobert per Jacobus Albertus Bruwer des de l'observatori Unió de Johannesburg, República Sudafricana, el 7 d'abril de 1953.
Inicialment es va designar com 1953 GA. Posteriorment va ser nomenat en honor de l'astrònom britànic Harry Edwin Wood (1881-1946).
Wood està situat a una distància mitjana del Sol de 2,395 ua, podent acostar-s'hi fins a 1,673 ua. La seva inclinació orbital és 20,57° i l'excentricitat 0,3016. Empra 1354 dies a completar una òrbita al voltant del Sol.